# پینی بالیلی
پینی بالیلی (به انگلیسی: Pini Balili) مهاجم اهل اسرائیل است که از سال ۲۰۰۰ تا ۲۰۰۷ میلادی عضو تیم ملی فوتبال اسرائیل بوده و در ۲۹ بازی ملی حضور داشته است. پینی بالیلی توانسته در بازی‌های ملی، ۷ گل به ثمر برساند.